# Jagdgeschwader 130
A Jagdgeschwader 130 foi uma unidade aérea da Luftwaffe, tendo sido dissolvida antes do início da Segunda Guerra Mundial.

## Gruppenkommandeure[1]
- Hptm Bernhard Woldenga, 1 de Novembro de 1938 - 1 de Maio de 1939

Formado em 1 de novembro de 1938 em Jesau a partir do I./JG 131 com:
- Stab I./JG130 a partir do Stab I./JG131
- 1./JG130 a partir do 1./JG131
- 2./JG130 a partir do 2./JG131
- 3./JG130 a partir do 3./JG131

No dia 1 de Maio de 1939 foi redesignado I./JG 1:
- Stab I./JG130 se tornou Stab I./JG1
- 1./JG130 se tornou 1./JG1
- 2./JG130 se tornou 2./JG1
- 3./JG130 se tornou 3./JG1